# Margo Stilley

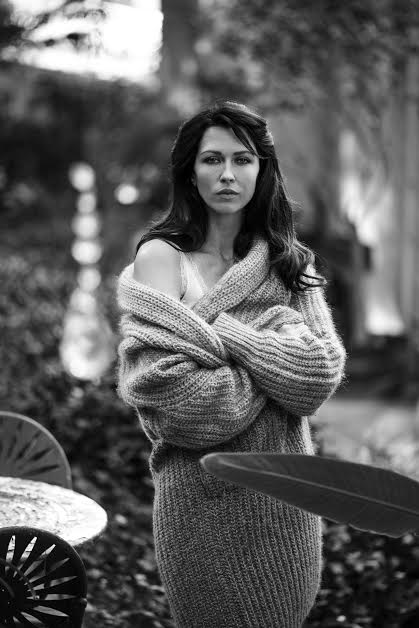
Margo Stilley (2015)

Margo Stilley (* 20. November 1982 in Bear Creek, North Carolina) ist eine US-amerikanische Schauspielerin.

## Karriere
Ihr Schauspieldebüt gab Stilley in dem Film 9 Songs (2004), der explizite und nicht gestellte Sexszenen enthält, die von manchen Rezensenten, darunter auch in The Guardian, als pornographisch bezeichnet wurden. Der Regisseur des Films, Michael Winterbottom, sprach hingegen von der Darstellung einer Liebesbeziehung über den Sex. Im Gegensatz zu anderen Filmen, die den Sex völlig auslassen und nur „familienfreundliche“ Liebesszenen darstellen, meint Winterbottom, dass 9 Songs die Beziehung zweier Menschen aus der anderen Richtung zeigt.
2008 erschien Men Don’t Lie, der teilweise in Deutschland gedreht wurde. Seither ist Stilley in diversen Filmen zu sehen.

## Filmografie (Auswahl)
- 2004: 9 Songs
- 2007: Reverb
- 2008: Men Don’t Lie
- 2008: Agatha Christie’s Marple (Fernsehserie, 1 Folge)
- 2008: New York für Anfänger (How to Lose Friends & Alienate People)
- 2009: Goal III – Das Finale (GOAL 3: Taking on the World)
- 2009: Hippie Hippie Shake
- 2010: The Trip
- 2010: 14 Days with Victor
- 2010–2020: The Trip (Fernsehserie, 6 Folgen)
- 2015: Angel
- 2017: The Trip to Spain
- 2017–2018: The Royals (Fernsehserie, 5 Folgen)
- 2018: Patrick Melrose (Fernsehfünfteiler, 1 Folge)
- 2020: The Host